# 根抵当権
根抵当権（ねていとうけん）とは、一定の範囲内の不特定の債権を極度額の範囲内において担保するために不動産上に設定された担保物権のことである。（民法第398条の2第1項）これに対し、通常の抵当権（これを根抵当権と対比して普通抵当権と呼ぶことがある。）は特定の債権を被担保債権とする。
根抵当権は特定の債権を担保するものではないため付従性（附従性）がなく、継続的な取引関係にある当事者間に生じる債権を担保することに向いている。
- 民法について以下では、条数のみ記載する。

## 概要
例えばB会社と取引のあるA銀行が、B会社に融資することによって生じる金銭債権に、担保権の設定を受けておきたいと考えたとする。普通抵当権の設定を受けた場合、被担保債権は特定の債権なので、新たな融資債権が生じた場合には、別の抵当権の設定を受けなければならなくなる。
これでは抵当権を設定するための登記費用もばかにならないし、手間もかかる。また抵当不動産に後順位抵当権が設定されていた場合には、新たな抵当権は当該抵当権に劣後することになり、担保としての実効性にもとぼしい。
この点根抵当権であれば、根抵当権設定登記において、AB間の銀行取引によって生じるAの債権を被担保債権としておきさえすれば極度額の範囲内で、全ての融資債権が根抵当権によって担保されるから、普通抵当権のような問題は生じない。抵当権の規定は根抵当権に規定なき事柄について適用される。

## 普通抵当権との差異
1. 普通抵当権が特定の債権を担保するのに対して、確定前の根抵当権は、次の債権を担保する(398条の2)。なお、普通抵当権でも根抵当権でも、設定時に被担保債権が成立している必要はないが、根抵当権においては、現在及び将来の債権をすべて担保する、というように無限定にする（包括根抵当権）ことはできない。
  - 特定の継続的取引契約から生じた債権
  - 一定の種類の取引から生じた債権
  - 特定の原因に基づく債権
  - 手形、小切手に係る債権
2. 元本の確定前においては、根抵当権者と根抵当負担者の合意で根抵当権の担保すべき債権の範囲、債務者の変更をすることができ、後順位の抵当権者その他の第三者の承諾を得ることを要しない（398条の4）。
3. 普通抵当権の被担保債権が譲渡された場合、随伴性により抵当権も譲受人に移転するが、確定前の根抵当権の被担保債権が譲渡されても根抵当権は債権の譲受人には移転しない（随伴性がない）（398条の7第1項前段）。譲り受けた債権が根抵当権によって担保されるためには、別途、根抵当権設定者の承諾を得て根抵当権を譲渡することが必要となる。但し、根抵当権の確定後には随伴性があるので根抵当権設定者の承諾を得なくとも債権譲渡による根抵当権移転登記ができる。
4. 普通抵当権の被担保債権について第三者による弁済があった場合には、弁済者は抵当権につき債権者に代位することができる（債務の弁済は第三者でもできるが、その債務の性質が許さない時、又は当事者（債務者）の意思に反して弁済することはできない（474条）ので、保証人以外の第三者が弁済する場合は債務者の同意を必要とする。）。確定前の根抵当権の場合には、弁済者は債権者に代位することはできない（398条の7第1項後段）。但し、根抵当権の確定後には随伴性があるので根抵当権設定者の承諾を得なくとも代位弁済による根抵当権移転登記ができる（保証人以外の第三者が弁済する場合は債務者の同意を必要とする。）。
5. 抵当権の被担保債権について免責的債務引受（交替的債務引受）が為された場合、債務は同一性を保ったまま新たな債務者に移転することになるから、抵当権も事後、当該新債務者に対する債権を担保する（但し、債務者の意思に反して免責的債務引受（交替的債務引受）をすることはできない。）。確定前の根抵当権は、債務引受によって随伴しないので根抵当権を行使できない（398条の7第2項）。確定後の根抵当権は、免責的債務引受（交替的債務引受）が為された場合、債務が同一性を保ったまま新債務者に移転する点は同一であるが、担保提供者の協力がないと根抵当権の変更登記ができず、当該債権は根抵当権によって担保されないこととなる。担保させる場合には、根抵当権設定者の承諾を得て「債権の範囲」に「平成00年00月00日付免責的（又は交替的）債務引受契約」を追加する根抵当権変更登記をする必要がある。
6. 抵当権の被担保債権について併存的債務引受（重畳的債務引受）が為された場合、債務は元の債務と引き受け債務と併存することになるから、抵当権は元の債務を担保するが、引受債務は担保しない。引受債務も担保したいときは、債務引受による債務者追加の変更登記をする必要がある。根抵当権の被担保債権についても、併存的債務引受（重畳的債務引受）が為された場合、債務は元の債務と引き受け債務と併存することになるから、根抵当権は元の債務を担保するが、引受債務は担保しない。引受債務も担保したいときは、根抵当権設定者の承諾を得て債務者追加及び「債権の範囲」に「平成00年00月00日付併存的（又は重畳的）債務引受契約」を追加する根抵当権変更登記をする必要がある。
7. 債権者の交替による更改があった場合、普通抵当権では更改契約の当事者と物上保証人（担保不動産の所有者が債務者以外の者の場合のみ）の合意により、旧債務の範囲内で旧債務を担保するために設定された抵当権に新債務を担保させることができるが、根抵当権では、許されない（398条の7第3項）。
8. 債務者の交替による更改の場合も同様に、普通抵当の場合は旧債務のために設定された抵当権に新債務を担保させることが出来るが、確定前の根抵当の場合は許されない（第398条の7第3項）。根抵当権の確定後には根抵当権設定者が債務者の場合、根抵当権を更改後の債務に移すことができる（第398条の7第3項反対解釈。債務者の交替による更改は債務者の同意がないとできない（514条）ので、債務者の同意は必要。）。根抵当権設定者が債務者以外の第三者の場合は承諾を得て根抵当権を更改後の債務に移すことができる（518条）。
9. 確定後の根抵当権の場合には、普通抵当権と似た性質を持つが、まったく等しい訳ではない。競売配当の場合、普通抵当権で配当される部分は元本+最後の2年分の利息損害金が優先される（375条）ほか、配当時に他の担保権、税金などの配当を差し引いてもなお余剰があれば、残りの利息損害金も配当されるのに対し、確定後の根抵当権はあくまで、極度額の範囲内までである。つまり、根抵当権の場合、極度額の範囲内であれば2年分を超えて利息その他の定期金を請求できるが、極度額を超えてしまえばたとえ最後の2年分であっても原則として優先弁済を主張できない。

## 極度額
根抵当権の行使額を限定するための数値を極度額という（第398条の3）。その変更については、利害関係者の承諾が必要である（第398条の5）。極度額は通常は債権極度額のことをいう。債権極度額は極度額の範囲内で元本・利息損害金が担保される。根抵当権が民法で法制化される前には、元本極度額（極度額の範囲の元本を担保するとともに、その元本極度額の利息損害金まで担保する。）を設定している根抵当権もあったが、根抵当権法制化後は債権極度額のみ認められ、元本極度額の設定ができなくなったので、現存する元本極度額設定の根抵当権はわずかとなってきている。
- 抵当不動産売買における元本極度額の適用

保証担保差入又は第三取得者の場合は債務が極度額を超過していても元本極度額の支払いにより根抵当権が消滅する（民法398条の22）。
- 減額請求（第398条の21）

元本の確定後であることが必要である。
減額の限度は、現に存する債権の額と以後2年間の利息その他の定期金、及び損害金の合計額である。

## 根抵当権に関わる諸論点

### 相続
根抵当権者に相続が生じた場合、相続人と根抵当権設定者との間に合意が為されれば、合意により定めた相続人が相続開始後に取得する債権も担保することができる（398条の8第1項）。但し、第三者に対抗するためには相続開始より6ヶ月以内に合意の旨を登記することを要し、登記しないときは相続開始の時に確定する（398条の8第4項）。合併の場合と異なり、当然に根抵当権が相続されるのは相続人にとって、不利益だからである。
債務者に相続が生じた場合、根抵当権者と根抵当権設定者との間に合意が為されれば、合意により定めた相続人が相続開始後に負担する債務も担保することができる（398条の8第2項）。但し、第三者に対抗するためには相続開始より6ヶ月以内に合意の旨を登記することを要し、登記しないときは相続開始の時に確定する（398条の8第4項）。

### 営業譲渡（事業譲渡）
営業譲渡（事業譲渡）に伴い、根抵当権付の不動産の譲渡が行われたり、根抵当権付の債権が譲渡されたりすることがある。
根抵当権付の不動産の譲渡については、所有権の第三取得者の問題となる。
根抵当権付の債権の譲渡については、確定前の根抵当権は随伴していかないので、根抵当権の譲渡登記（全部譲渡、一部譲渡、分割譲渡）をするか、根抵当権を確定した後に営業譲渡（事業譲渡）して根抵当権移転登記しないと譲渡債権を担保しないこととなる（但し、確定すると事後の債権は担保しない問題がある。）。

### 合併
根抵当権者に合併が生じた場合
普通抵当権者が他の法人と合併した場合、当該抵当権と、その被担保債権は合併によって新たに設立された法人もしくは存続する法人（以下、合併後の法人と称する。）に承継される。
では確定前の根抵当権の場合はどうであろうか。根抵当権の場合も、合併時に生じていた債権と、根抵当権が共に、合併後の法人に承継されることについては問題ない。ただ根抵当権は、特定の債権を担保する普通抵当権と異なり、債務者と債権者との間に生じる一定の範囲の不特定の債権を担保するものであるため、合併後に、合併後承継する法人が債務者に対して取得する債権を根抵当権が担保するのかという問題が生じる。
この点に関し、398条の9第1項は合併後承継する法人が、合併後に債務者に対して取得する債権も確定前の根抵当権によって担保されることを明らかにした。この点は同じ包括承継である相続において、相続後に相続人が債務者に対して取得する債権を、根抵当権は当然には担保せず、根抵当権設定者との合意によって担保すべきものとされた債権についてだけ担保されるとした第398条の8と対照的である。
A会社とB会社の合併の場合で、同じ債務者に対する債権を担保する根抵当権を合併前に別々に設定している時には、A会社の合併前の債権はB会社の根抵当権では担保されず、B会社の合併前の債権はA会社の根抵当権では担保されないので留意する必要がある。担保されていない債権を担保させるには、債権の範囲に特定債権を追加する根抵当権変更登記が必要である。
債務者に合併が生じた場合
根抵当権の元本確定前にその債務者に合併があったときは、根抵当権は合併の時に存する債務のほか、合併後に存続する法人又は合併により設立された法人が合併後に負担する債務を担保する。（398条の9第2項）。

### 会社分割
根抵当権者に会社分割が生じた場合
元本確定前に根抵当権者を分割する会社とする分割があったときは、根抵当権は、分割の時に存する債権のほか、分割をした会社及び分割により設立された会社又は当該分割をした会社がその事業に関して有する権利義務の全部又は一部を当該会社から承継した会社が分割後に取得する債権を担保する（398条の10第1項）。
債務者に会社分割が生じた場合
本確定前に債務者を分割する会社とする分割があったときは、根抵当権は、分割の時に存する債務のほか、分割をした会社及び分割により設立された会社又は当該分割をした会社がその事業に関して有する権利義務の全部又は一部を当該会社から承継した会社が分割後に負担する債務を担保する（398条の10第2項）。

## 処分
「根抵当権の処分の登記」も参照。
元本確定前においては、根抵当権者は、同一の債務者に対する他の債権者の利益のために次の処分はできない（398条の11、反対解釈として確定後は抵当権と同じように376条（抵当権の処分）が適用されるので、次の処分ができる。）。
- 根抵当権の譲渡
- 根抵当権の放棄
- 順位の譲渡
- 順位の放棄

但し、
- 転根抵当権（その根抵当権を他の債権の担保とすること）は確定前にできる（398条の11但し書き）。これは，転根抵当は上記4種の処分方法のような複雑な法律関係を生じないからである。

### 譲渡（全部譲渡）・分割譲渡・一部譲渡
- 譲渡（全部譲渡）

元本確定前の根抵当権は、根抵当権設定者の承諾を得て、その根抵当権を譲渡することができる。これを一般に根抵当権の全部譲渡という（398条の12第1項）。
- 分割譲渡

元本確定前の根抵当権は、根抵当権設定者の承諾を得て、その根抵当権を2つ（場合によってはそれ以上）に分割して譲渡することができる。これを一般に根抵当権の分割譲渡という（398条の12第2項）。例えば，極度額2億円の根抵当権を極度額1億円の根抵当権2つに分割して譲渡する場合がこれにあたる。
この場合、その根抵当権を目的とする権利は、譲り渡した根抵当権について消滅するので（398条の12第2項後段）、根抵当権を目的とする権利を有する者の承諾を得なければならない（398条の12第3項）。
この場合、分割した根抵当権はそれぞれ別個独立した根抵当権であり、分割すると、二個の同順位の根抵当権になるので、それぞれの極度額を定めなければならない。順位の変更登記で順位を決めることができる。いきなり、3個の根抵当権にすることはできず、その場合は分割を繰り返す他ない。
- 一部譲渡

元本確定前の根抵当権は、根抵当権設定者の承諾を得て、その根抵当権の一部譲渡（譲渡人が譲受人と根抵当権を共有するため、分割しないで譲渡すること。）ができる（398条の13）。根抵当権の共有者は、それぞれの債権額の割合に応じて弁済を受ける。
- 共同根抵当の場合、譲渡（全部譲渡）・一部譲渡・分割譲渡を行う時には、その根抵当権が設定されているすべての不動産について登記しなければその効力を生じない（398条の17第1項）ので注意する必要がある。

### 順位の譲渡・放棄
- 順位
同一の不動産について登記した権利の順位は、法令に別段の定めがある場合を除き、登記の順位による（不動産登記法第4条）。具体的に言うと、管轄法務局（一般に登記所という。）の受付年月日の早い順, 同日の場合は受付番号の若い順である。
- 順位の譲渡・放棄
前述のとおり、根抵当権の順位の譲渡は原則としてできない。ただし、例外的に「抵当権（根抵当権で無いことに注意）の順位の譲渡を受けた根抵当権者」である場合には、その限度で順位の譲渡・放棄が可能である。
  - 順位の譲渡
抵当権の順位の放棄を受けた根抵当権者が、その根抵当権の譲渡又は一部譲渡をした時は、譲受人は、その順位の譲渡の利益を受ける（398条の15）。順位の譲渡の場合、処分者の優先弁済枠が受益者の債権額の限度で受益者の優先弁済枠になり、処分者の優先弁済受領可能額はその残額部分に減少する。
  - 順位の放棄
抵当権の順位の放棄を受けた根抵当権者が、その根抵当権の譲渡又は一部譲渡をした時は、譲受人は、その順位の放棄の利益を受ける（398条の15）。順位の放棄の場合、処分者の優先弁済枠を処分者と受益者が債権額に応じていわば準共有することになる。
  - 対抗要件
例外的に許容される順位の譲渡及び放棄についての対抗要件も抵当権一般に準じて附記登記となる（376条2項）、主たる債務者、保証人、抵当権設定者及びこれらの者の承継人に対抗するためには、主たる債務者へ通知又はその承諾が必要である（377条2項）。

## 各種の根抵当
- 共有根抵当権

根抵当権の共有者は、それぞれその債権額に応じて弁済を受ける。ただし、元本の確定前に、これと異なる割合を定め、又は、ある者が他の者に先立って弁済を受けるべきことを定めた時は、その定めに従う（398条の14）。これを共有根抵当権という。
- 共用根抵当権

根抵当権の債務者を複数（例えば、会社とその代表者）設定して利用する時、これを共用根抵当権という。競売による時はそれぞれその債権額に応じて弁済を受けることになるが、任意売却で配分する時は、当事者の合意で特定の債務者の弁済に優先充当することができる。
- 共同根抵当権

根抵当権については、その設定と同時に同一の債権の担保として数個の不動産につき根抵当権が設定された旨の登記をした場合を共同根抵当権といい、共同根抵当権を有する場合において、同時にその代価を配当すべきときは、その各不動産の価額に応じて、その債権の負担を按分する（第398条の16により392条第1項の規定が適用される。）。
甲・乙の不動産に共同根抵当権が設定されている場合、競売配当で同時に配当されるときには、まず競落価格を甲・乙の不動産の評価（売却基準価格）で按分し、競売費用（共益費用）も同じく按分して差し引いたものを、担保権の順位に従って配当する。甲・乙に設定してある共同根抵当権が同じ順位であれば、同じように按分して配当が行われる。
|            | 甲不動産 | 乙不動産 | 甲+乙不動産 |
| ---------- | -------- | -------- | ----------- |
| 競落価格   | 300万    | 200万    | 500万       |
| 競売費用   | 30万     | 20万     | 50万        |
| (1)根200万 | 120万    | 80万     | 200万       |
| (2)根500万 | 150万    | 100万    | 250万       |

甲・乙に設定してある共同根抵当権が不動産によって順位が異なる場合には、甲・乙のそれぞれに按分された価格を、順番に割付して配当が行われる。
次は、甲(1)と乙(2)の根抵当権200万が共同根抵当権、甲(2)と乙(1)の根抵当権500万が共同根抵当権の事例である。
|            | 甲不動産 |            | 乙不動産 | 甲+乙不動産 |
| ---------- | -------- | ---------- | -------- | ----------- |
| 競落価格   | 300万    |            | 200万    | 500万       |
| 競売費用   | 30万     |            | 20万     | 50万        |
| (1)根200万 | 200万    |            |          | 200万       |
| (2)根500万 | 70万     | (1)根500万 | 180万    | 250万       |
|            |          | (2)根200万 |          | 0           |

債権者が同一の債権の担保として数個の不動産につき根抵当権を有する場合（共同根抵当権）において、ある不動産の代価のみを配当すべきときは、根抵当権者は、その代価から債権の全部の弁済を受けることができる。この場合において、次順位の根抵当権者は、その弁済を受ける根抵当権者が他の不動産の代価から弁済を受けるべき金額を限度として、その根抵当権者に代位して根抵当権を行使することができる（これを次順位代位権という。第398条の16により392条第2項の規定が適用される。）。その代位によって根抵当権を行使する者は、その根抵当権の登記にその代位を付記することができる（398条の16より393条の規定が適用される。）。
共同根抵当の登記がされている根抵当権の担保すべき債権の範囲、債務者若しくは極度額の変更又はその譲渡若しくは一部譲渡は、その根抵当権が設定されているすべての不動産について登記をしなければ、その効力を生じない（397条の17第1項）。
共同根抵当の登記がされている根抵当権の担保すべき元本は、一個の不動産についてのみ確定すべき事由が生じた場合においても、確定する（第397条の17第2項）。
- 累積根抵当権

共同根抵当権の登記のない、それぞれが別々の独立した根抵当権である。
数個の不動産につき根抵当権を有する者は、共同根抵当権の場合（第398条の16）を除き、各不動産の代価について、各極度額に至るまで優先権を行使することができる（398条の18）。

## 根抵当権の確定
- 確定期日

確定期日を定める時は5年以内であることが必要である（第398条の6第3項）。
- 確定請求

確定期日を定めていない時は確定請求ができる。根抵当権設定者については根抵当権の設定時から3年経過後が条件であるが（第398条の19第1項）、根抵当権者についてはいつでも請求可能である（第398条の19第2項）。なお、確定すべき期日の定めがある場合はそれによる（第398条の19第3項）。抵当権設定者の確定請求の時は請求の時から2週間の経過により確定するが、根抵当権者の確定請求の時は請求の時に確定する。確定請求は配達証明付の内容証明で行い、相手に届く必要がある。届けば、配達証明付の内容証明を添付して単独で確定登記ができる。
根抵当権者又は債務者の合併に際し、根抵当権設定者は、その合併のあったことを知った日から2週間以内、又は合併の日から1ヶ月以内において根抵当権の確定請求ができ、この請求があったときは、合併の時に確定したものとみなされる（第398条の9第3項、第4項、第5項）。但し、債務者の合併のときに、根抵当権設定者が債務者の場合には確定請求ができない（第398条の9第3項但し書き）。
根抵当権者又は債務者の会社分割に際し、根抵当権設定者は、その分割のあったことを知った日から2週間以内、又は分割の日から1ヶ月以内において根抵当権の確定請求ができ、この請求があったときは、会社分割の時に確定したものとみなされる（第398条の10第3項により民法第398条の9第3項、第4項、第5項準用）。但し、債務者の会社分割のときに、根抵当権設定者が債務者の場合には確定請求ができない（第398条の10第3項により第398条の9第3項但し書き準用）。
- 確定事由
  1. 元本確定期日の到来（第398条の6）。
  2. 根抵当権者又は債務者の相続開始後6ヶ月以内に指定根抵当権者の合意の登記又は指定債務者の合意の登記をしない時は、担保すべき元本は、相続開始の時に確定したものとみなされる（第398条の8第4項）。
  3. 合併の場合の確定請求（第398条の9）。
  4. 元本確定期日の定めがない場合において、根抵当権設定者による元本確定請求の時から2週間が経過した場合（第398条の19第1項）。
  5. 元本確定期日の定めがない場合において、根抵当権者による元本確定請求をした場合（第398条の19第2項）。
  6. 根抵当権者が抵当不動産について競売・不動産収益執行・物上代位の差押を申し立て、開始決定又は差し押さえがあった時（第398条の20第1項1号）。
  7. 根抵当権者（滞納処分庁）が設定している抵当不動産に対して滞納処分による差押をした時（第398条の20第1項2号)。
  8. 根抵当権者が抵当不動産に対する競売手続きの開始又は滞納処分による差押があったことを知った時から2週間を経過した時。この場合に、競売手続の開始・差押が消滅した時は、確定しなかったものとみなされる。ただし、元本確定としてその根抵当権又はこれを目的とする権利を取得したものがいる時は確定する（第398条の20第1項3号）。
  9. 債務者又は根抵当権設定者が破産手続開始の決定を受けた時。この場合に、破産手続開始の決定の効力が消滅した時は、確定しなかったものとみなされる。ただし、元本確定としてその根抵当権又はこれを目的とする権利を取得したものがいる時は確定する（第398条の20第1項4号)。

## 消滅請求
根抵当権消滅請求（ねていとうけんしょうめつせいきゅう）とは、元本確定後に、現に存する債務の額が根抵当権の極度額を超えるときに、
1. 他人の債務を担保するためその根抵当権を設定した者
2. 抵当不動産について所有権、地上権、永小作権若しくは第三者に対抗することができる賃借権を取得した第三者

が、その極度額に相当する金額を払い渡し又は供託して、その根抵当権の消滅を請求できる制度のことをいう（398条の22第1項）。この場合、その払い渡し又は供託は、弁済の効力がある。
根抵当権消滅請求は、平成15年（2003年）法律第134号による民法の改正により、従来の滌除（てきじょ）に代わるものとして創設された制度である。従来の滌除では、第三取得者からの申し出金額を受け入れられないときは根抵当権者は増価競売をしなければならず、担保物件処分の妨害に悪用されるケースが多く発生したため、滌除は廃止され、民事再生法や、会社更生法で採用された（根）抵当権消滅請求の制度の一般法制化を行ったものである。根抵当権消滅請求は、第三取得者を保護するための制度であるから、主たる債務者、保証人及びこれらの者の承継人は、根抵当権消滅請求をすることができず（398条の22第3項で380条を準用）、また、根抵当権者の地位の安定のため、根抵当不動産の停止条件付第三取得者は。その停止条件の成否が未定である間は、根抵当権消滅請求をすることができない（398条の22第3項で381条を準用）とされる。
共同根抵当権の登記がされている根抵当権の場合、1個の不動産について根抵当権消滅請求があれば、根抵当権は消滅する（398条の22第2項）。
根抵当権消滅請求の手続きとしては、明文の規定はないが、抵当権消滅請求と同様、登記をした各債権者に対し、次の書面を送付する必要がある（383条）。
1. 取得の原因及び年月日、譲渡人及び取得者の氏名及び住所並びに抵当不動産の性質、所在、及び代価その他取得者の負担を記載した書面
2. 抵当不動産に関する登記事項証明書（現に効力を有する登記事項のすべてを証明したものに限る。）
3. 債権者が2ヶ月以内に抵当権を実行して競売の申立をしないときは、抵当不動産の第三取得者が1に規定する代価又は特に指定した金額を債権の順位に従って弁済し又は供託すべき旨を記載した書面

根抵当権消滅請求の時期的限界については、明文の規定はないが、抵当権消滅請求が抵当権の実行としての競売による差押えの効力が発生する前に抵当権消滅の請求をしなければならないとされている（382条）ので、根抵当権の実行としての競売による差押えの効力が発生する前に根抵当権消滅の請求をしなければならないと考えられる。